# (32093) Zhengyan
2000 KQ31 (asteroide 32093) é um asteroide da cintura principal. Possui uma excentricidade de 0.11747400 e uma inclinação de 2.12687º.
Este asteroide foi descoberto no dia 28 de maio de 2000 por LINEAR em Socorro.